# René Pechère

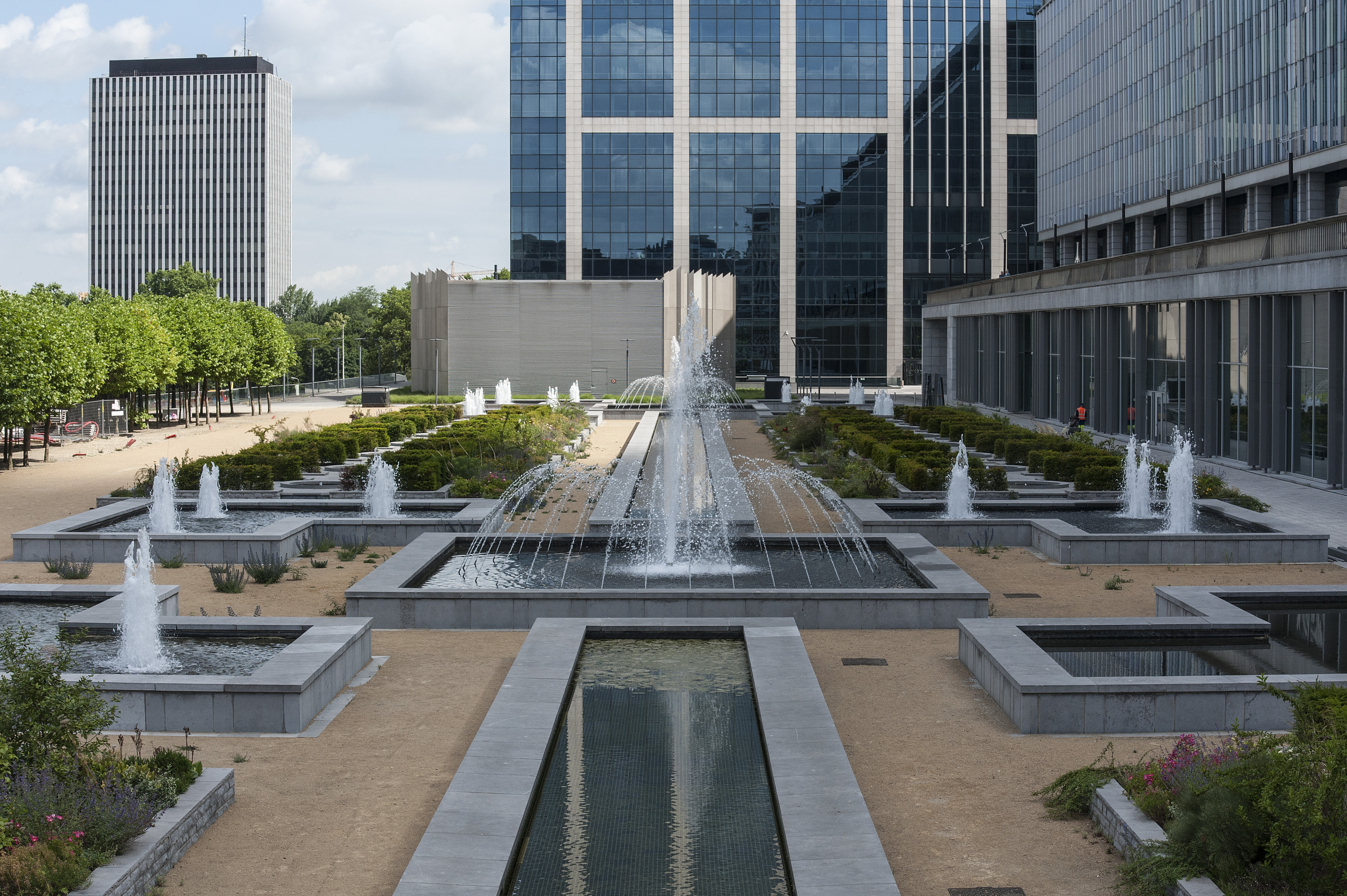
Jardins de la Cité Administrative de l'État

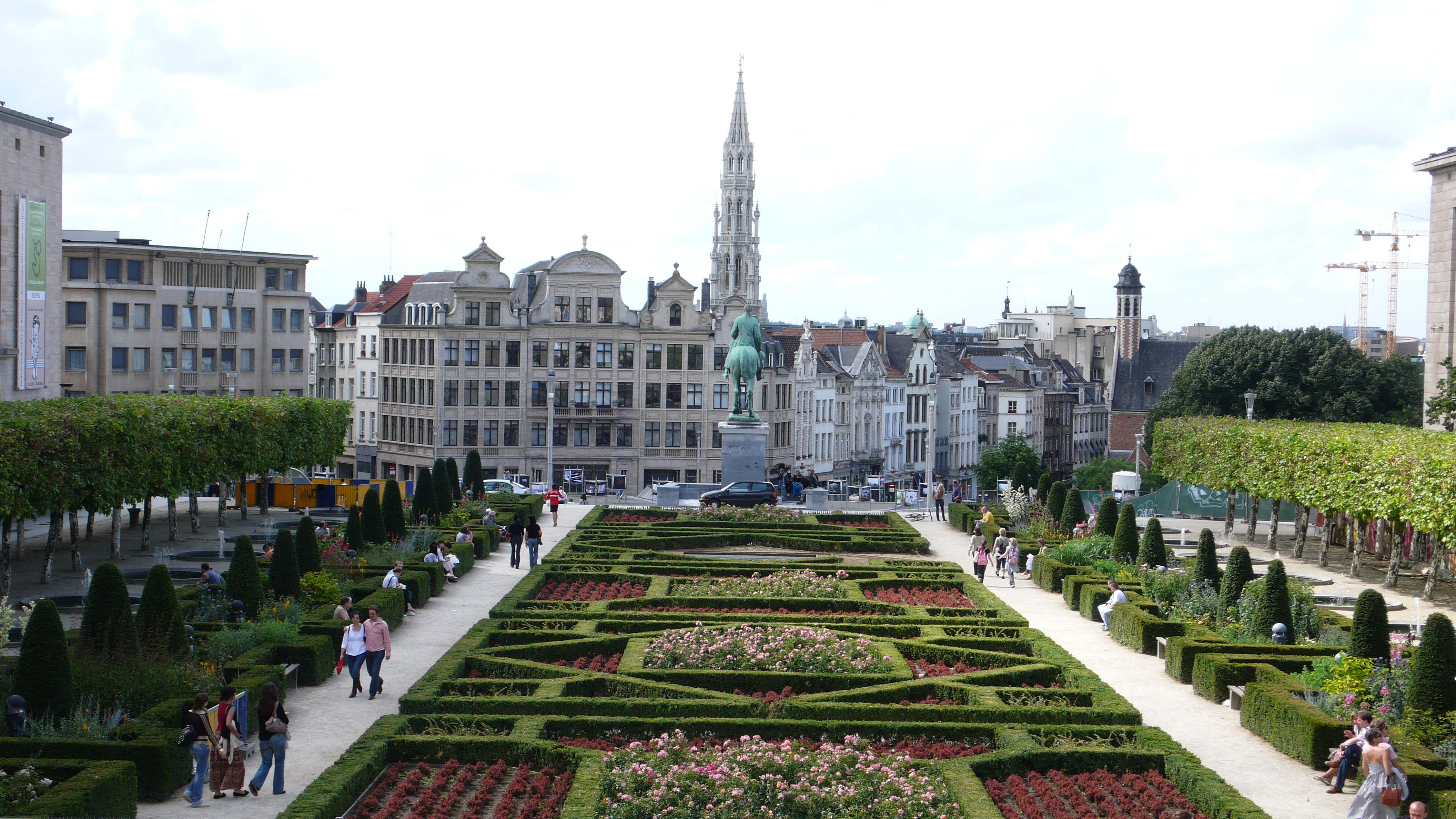
Jardins du Mont des Arts, Bruxelles

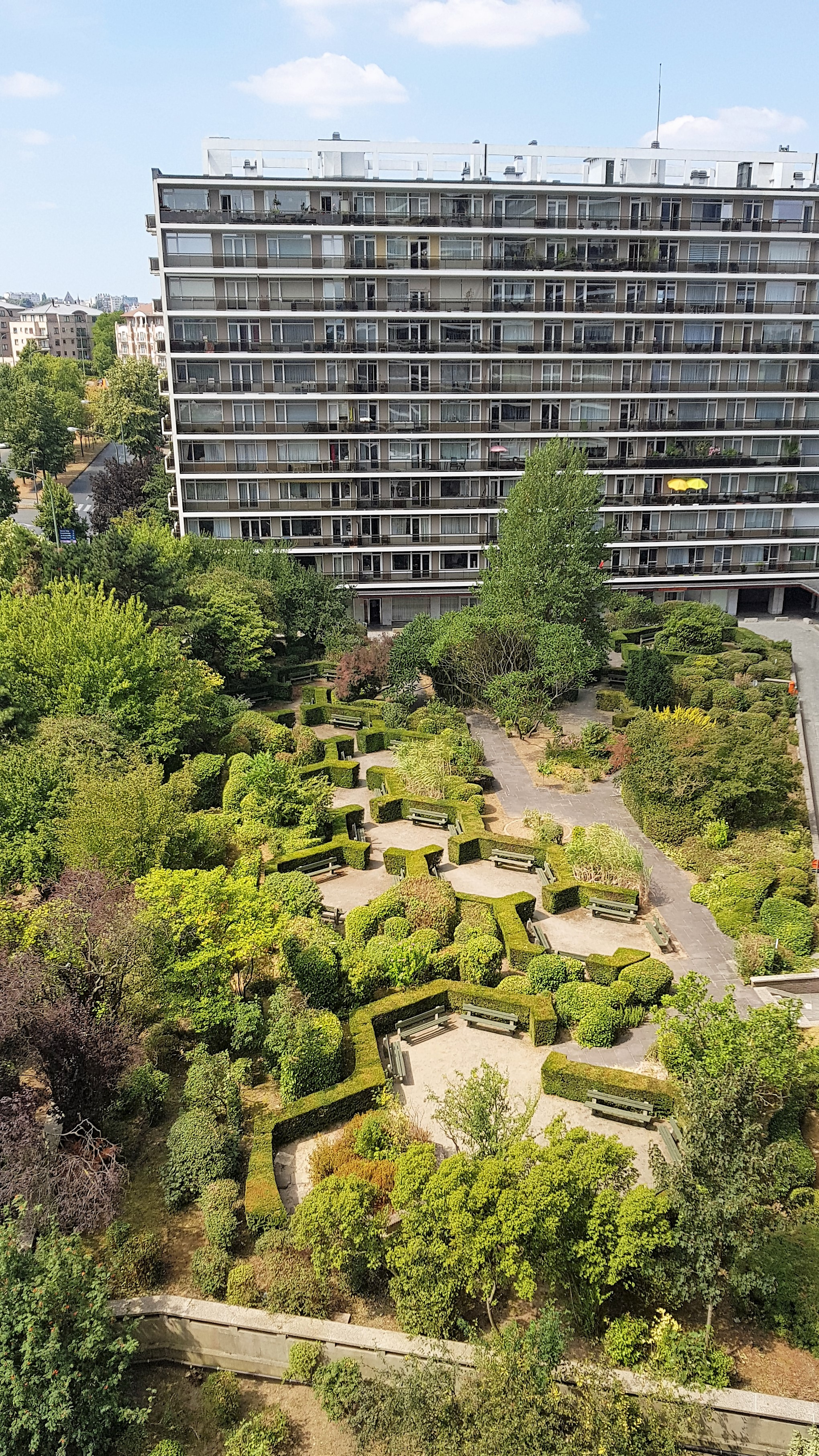
Jardins du Domaine des îles d'or à Woluwe-Saint-Lambert

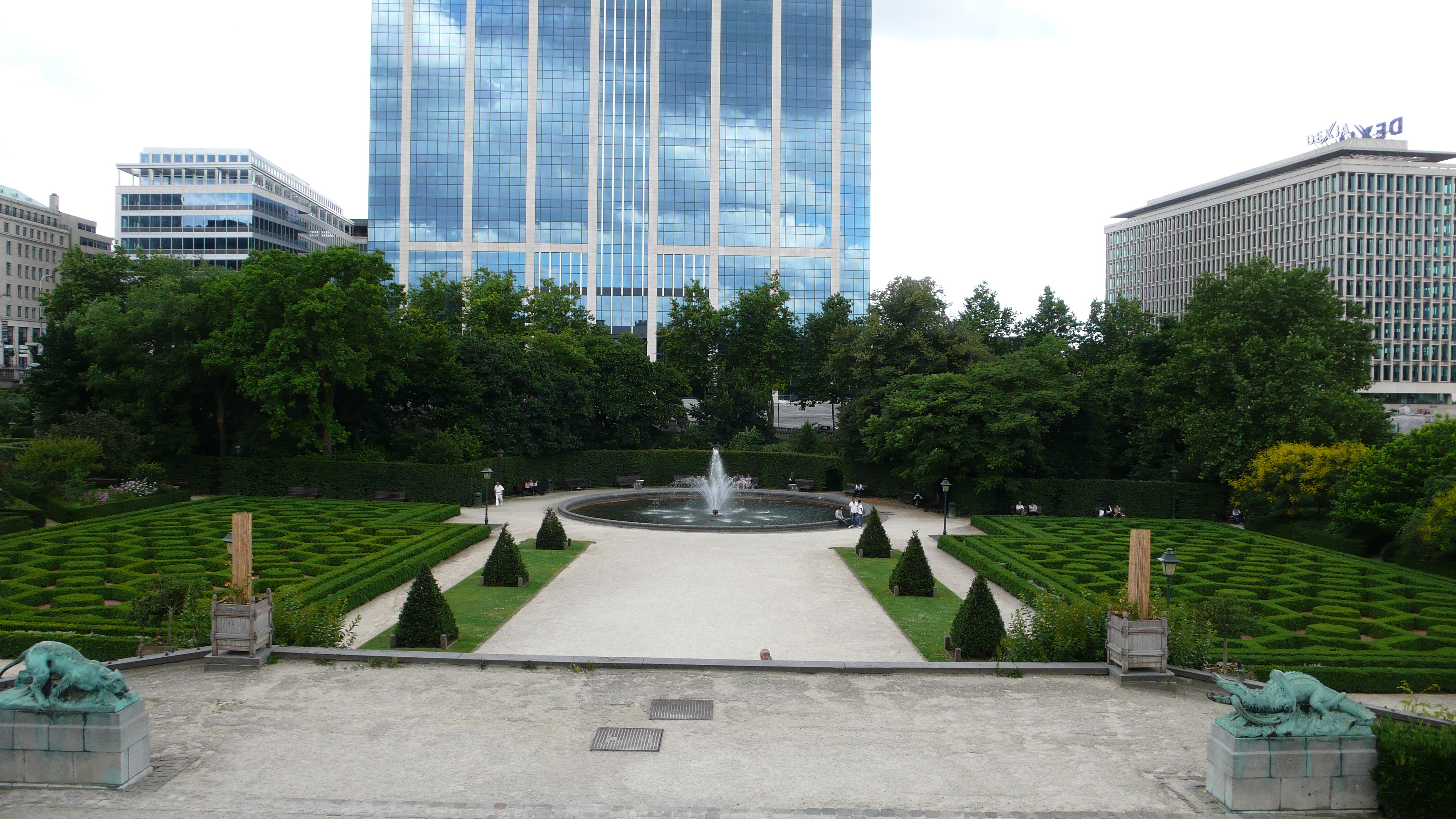
Parc Botanique, Bruxelles

René Pechère est un paysagiste belge (Ixelles, 12 février 1908 - 9 mai 2002).
Il est l'auteur de plus de 900 jardins privés et publics en Belgique, en France, en Allemagne et aux Pays-Bas.

## Héritage
René Simon Fernand Pechère est né à Ixelles, au n° 25 de la rue des Drapiers, le 12 février 1908, fils du docteur en médecine Victor Pechère et de son épouse Marthe Heger. Celle-ci était la fille de Paul Heger. 
Pechère participe dès 1935 à la création des jardins de l'Exposition universelle de Bruxelles sous la direction de Jules Buyssens, responsable des parcs et jardins de la ville de Bruxelles.
Il s'engage, en 1952, auprès du gouvernement belge comme conseiller pour le Ministère des Transports et se lance, dans la foulée, comme architecte indépendant.
Pechère conçoit et réalise les aménagements extérieurs de l'Exposition universelle de 1958.
Les Jardins du Congo et des Quatre Saisons construits pour l'occasion lui assurent une renommée internationale.
Le 1er janvier 1972, ses réalisations sont au nombre de 777. Sa philosophie se résume en deux phrases, éditées dans une brochure publicitaire de l'époque : L'architecte de jardins et de paysage prend de plus en plus d'importance puisqu'il contribue essentiellement au bonheur de vivre. Il aménage l'espace en esthète et en praticien en apportant l'aménité à l'environnement par la nature.
Sa clientèle se compose aussi bien de particuliers que d'administrations, privées et publiques, et de bureaux d'architectes et d'ingénieurs.
Ses activités : jardins privés, abbayes, béguinages, écoles, campus universitaires, places, squares, zones de recul, avenues, promenades, monuments, fontaines, cimetières, hôpitaux, abords de bureaux, usines, centres commerciaux, expositions, terrains d'aviation et militaires, complexes sportifs, piscines, golfs, minigolfs, tennis, étangs, théâtres de verdure, labyrinthes, jardins botaniques, zoo, bords de mer, lotissement, urbanisme, paysages, autoroutes, canaux, jardins-terrasses, jardins historiques, protection, restitution, rénovation.

## Inconscient collectif et patrimoine
Pechère est visible partout, particulièrement à Bruxelles. On lui doit, outre les réalisations citées ci-après, et entre autres, la réalisation des aménagements extérieurs pour le site de la RTB-BRT (Radio Télévision belge francophone et flamande) boulevard Reyers, le parc communal du Tomberg à Woluwe, le parc Ter Coigne à Watermael-Boitsfort et les aménagements des rampes d'accès à l'aéroport de Zaventem.
Pechère est également présent sur bon nombre de chantiers architectoniques à Bruxelles pendant les années 1960 et 1970, au même titre que l'architecte d'intérieur Stéphane Jasinski, avec lequel il collabore sporadiquement. Il signe, notamment, les jardins en terrasse du Crédit communal, boulevard Pachéco, et une composition exceptionnelle, aujourd'hui disparue, pour la Société Nationale du Crédit à l'Industrie, sise Boulevard de Waterloo ; Pechère constitue, en plein boulevard, une évocation de buis en pierre bleue afin de remplacer les plantes et le gazon, devenus misérables.
À l'image de son "jardin" boulevard de Waterloo, son style est géométrique et empreint de rigorisme classique. Pechère utilise les végétaux (if, buis, platane, yucas) comme éléments architecturaux et tient compte dans ses agencements des combinaisons de couleurs, de l'ensoleillement et des ombres portées.
D'allure presque austère, le style Pechère trouve sa plus belle expression dans le jardin en terrasse de la Cité administrative de l'État dont une partie a été détruite le 10 février 2021 et le lendemain : 397 arbres à haute tige ont été abattus (224 platanes dans la zone du jardin organique pourtant protégé par l’inventaire du patrimoine naturel et 173 autres arbres situés dans la zone des futures constructions). Cet abattage massif fut autorisé par un permis de la Région de Bruxelles-Capitale dans le cadre du projet « RAC4 » malgré un recours introduit contre ce permis auprès du Conseil d ’État… qui l’a annulé dans son ensemble.
On lui doit, également à Bruxelles, les parcs du Botanique et du Mont des Arts, les jardins du musée Van Buuren, du Berlaymont et de la Maison d'Érasme.
Passionné par l'art des jardins, René Pechère rassemble une importante collection de livres anciens et contemporains sur ce thème, mais aussi touchant à des sujets très divers, comme les cités-jardins, l’urbanisme ou les jardins historiques. En 1988 il en confie la gestion à la Région de Bruxelles-Capitale. Entièrement numérisée, la Bibliothèque René Pechère (BRP)  est installée à Bruxelles au Centre international pour la Ville, l’Architecture et le Paysage.
Pechère est l'auteur d'un livre de référence (Grammaire des Jardins, 1987).
Ses principaux collaborateurs furent : Berry Jacquemotte, Annie van Marcke de Lummen et Marianne Foerster, ainsi que deux architectes de jardin de renom: M. Paul Deroose, et M. Jacques Boulanger-Français (pour les jardins des quatre saisons à l'exposition universelle de 1958 à Bruxelles). Pour des projets plus intimistes, il travailla souvent en collaboration avec des architectes de bâtiment de qualité dont le comte Serge d'Ursel (1923-1995) Atelier d'Architecture Horizon. Pechère fit quelques avant-projets relatifs à des dossiers d'un autre architecte, le baron Francis Bonaert (1914-2012).
Formé par Jules Buyssens dans sa jeunesse, il forma lui même ensuite plusieurs architectes de jardins de renom au sein de son atelier dont : Jean-Noël Cappart, Eric le Hardÿ de Beaulieu et Emmanuel d'Hennezel.
Citation:

« Pour être architecte de jardins, il faut posséder à la fois des notions d'histoire, de peinture, de sculpture, dessin, musique... »

" Faites peu, mais bien, faites très peu, mais très bien, un rien, mais parfait "

## Écrits de René Pechère
- Petits jardins d'aujourd'hui. Deuxième Série, Paris, Éditions d'Art Chrales Moreau, s.d. [ca 1955], viii p., 48 pl. ; 4°
- Les glorieux jardins d'Enghien au XVIIIe siècle », dans La Maison d'Hier et d'Aujourd'hui, 23 p.
- Au fil de l'eau, Kapelle-op-den-Bos : Éditions Eternit.
- Claire-Fontaine parc de délassement, Hainaut, Atelier d'architecture de jardins et du paysage Mons : Fédération du tourisme du Hainaut, 1973.
- Parcs et jardins de Belgique : illustré de 55 photographies, plans et gravures, 1976.
- Grammaire des jardins : Secrets de métier, Éditions Racine, 1987 (Ré-édité 2002),  (ISBN 978-2-8738-6280-0)
- Parcs et jardins de Belgique, 1987.
- Ces jardins trop mal connus et leur avenir, 1990.
- Coup d'œil sur les jardins de France, par Ernest de Ganay ; préface de René Pechère, Bruxelles : Éditions du cercle, 1993.
- Restauration de jardins historiques : un sujet de mémoire ? (René Pechère et Jean Pinet), 1993.
- Gardens in Belgium photographies et illustrations : Piet Bekaert ; texte : Jean de Séjournet ; préface : René Pechère ; traduction : Helen Swallow.